# Rathbun (Iowa)
Rathbun es una ciudad ubicada en el condado de Appanoose en el estado estadounidense de Iowa. En el Censo de 2010 tenía una población de 89 habitantes y una densidad poblacional de 158,36 personas por km².

## Geografía
Rathbun se encuentra ubicada en las coordenadas 40°48′6″N 92°53′14″O / 40.80167, -92.88722. Según la Oficina del Censo de los Estados Unidos, Rathbun tiene una superficie total de 0.56 km², de la cual 0.56 km² corresponden a tierra firme y (0%) 0 km² es agua.

## Demografía
Según el censo de 2010, había 89 personas residiendo en Rathbun. La densidad de población era de 158,36 hab./km². De los 89 habitantes, Rathbun estaba compuesto por el 98.88% blancos, el 0% eran afroamericanos, el 0% eran amerindios, el 0% eran asiáticos, el 0% eran isleños del Pacífico, el 0% eran de otras razas y el 1.12% pertenecían a dos o más razas. Del total de la población el 1.12% eran hispanos o latinos de cualquier raza.